# Leucoloma lepervancheri
Leucoloma lepervancheri är en bladmossart som beskrevs av Bescherelle 1880. Leucoloma lepervancheri ingår i släktet Leucoloma och familjen Dicranaceae. Inga underarter finns listade i Catalogue of Life.